# CONCACAF Gold Cup 2011/Finalrunde
Ergebnisse der Finalrunde CONCACAF Gold Cup 2011:

## Übersicht
|  | Viertelfinale              | Viertelfinale              |  |  | Halbfinale          | Halbfinale          |   |  | Finale | Finale |
|  |                            |                            |  |  |                     |                     |   |  |        |        |
|  | 18. Juni – East Rutherford |                            |  |  |                     |                     |   |  |        |        |
|  | Costa Rica                 | 1 (2)                      |  |  | 22. Juni – Houston  | 22. Juni – Houston  |   |  |        |        |
|  | Honduras                   | E1 (4)E                    |  |  | Honduras            | 0                   |   |  |        |        |
|  | 18. Juni – East Rutherford | 18. Juni – East Rutherford |  |  | Mexiko              | V2V                 |   |  |        |        |
|  | Mexiko                     | 2                          |  |  | 25. Juni – Pasadena | 25. Juni – Pasadena |   |  |        |        |
|  | Guatemala                  | 1                          |  |  | Mexiko              | 4                   |   |  |        |        |
|  | 19. Juni – Washington D.C. | 19. Juni – Washington D.C. |  |  |                     | USA                 | 2 |  |        |        |
|  | Jamaika                    | 0                          |  |  | 22. Juni – Houston  | 22. Juni – Houston  |   |  |        |        |
|  | USA                        | 2                          |  |  | USA                 | 1                   |   |  |        |        |
|  | 19. Juni – Washington D.C. | 19. Juni – Washington D.C. |  |  | Panama              | 0                   |   |  |        |        |
|  | Panama                     | E1 (5)E                    |  |  |                     |                     |   |  |        |        |
|  | El Salvador                | 1 (3)                      |  |  |                     |                     |   |  |        |        |

V Sieg nach Verlängerung

E Sieg im Elfmeterschießen

### Viertelfinale
| 18. Juni 2011 | Costa Rica   | 1:1 n. V. 2:4 i. E. | Honduras     | New Meadowlands Stadium, East Rutherford Zuschauer: 78.807 Schiedsrichter: Roberto Moreno (Panama) |
| 18. Juni 2011 | Marshall 55′ | Report im Webarchiv | Bengtson 50′ | New Meadowlands Stadium, East Rutherford Zuschauer: 78.807 Schiedsrichter: Roberto Moreno (Panama) |

| 18. Juni 2011 | Mexiko                       | 2:1                 | Guatemala | New Meadowlands Stadium, East Rutherford Zuschauer: 78.807 Schiedsrichter: Courtney Campbell (Jamaika) |
| 18. Juni 2011 | De Nigris 46′ Chicharito 66′ | Report im Webarchiv | Ruiz 5′   | New Meadowlands Stadium, East Rutherford Zuschauer: 78.807 Schiedsrichter: Courtney Campbell (Jamaika) |

| 19. Juni 2011 | Jamaika | 0:2                 | USA                   | RFK Stadium, Washington, D.C. Zuschauer: 45.423 Schiedsrichter: Marco Antonio Rodríguez (Mexiko) |
| 19. Juni 2011 |         | Report im Webarchiv | Jones 49′ Dempsey 80′ | RFK Stadium, Washington, D.C. Zuschauer: 45.423 Schiedsrichter: Marco Antonio Rodríguez (Mexiko) |

| 19. Juni 2011 | Panama     | 1:1 n. V. 5:3 i. E. | El Salvador            | RFK Stadium, Washington, D.C. Zuschauer: 45.423 Schiedsrichter: Wálter Quesada (Costa Rica) |
| 19. Juni 2011 | Tejada 89′ | Report im Webarchiv | Zelaya 78′ (Strafstoß) | RFK Stadium, Washington, D.C. Zuschauer: 45.423 Schiedsrichter: Wálter Quesada (Costa Rica) |

### Halbfinale
| 22. Juni 2011 | USA         | 1:0 | Panama | Reliant Stadium, Houston Zuschauer: 70.627 Schiedsrichter: Enrico Wijngaarde (Suriname) |
| 22. Juni 2011 | Dempsey 77′ |     |        | Reliant Stadium, Houston Zuschauer: 70.627 Schiedsrichter: Enrico Wijngaarde (Suriname) |

| 22. Juni 2011 | Honduras | 0:2 n. V.           | Mexiko                       | Reliant Stadium, Houston Zuschauer: 70.627 Schiedsrichter: Walter López (Guatemala) |
| 22. Juni 2011 |          | Report im Webarchiv | De Nigris 93′ Chicharito 99′ | Reliant Stadium, Houston Zuschauer: 70.627 Schiedsrichter: Walter López (Guatemala) |

### Finale
| Vereinigte Staaten                            | Vereinigte Staaten | Mexiko | Mexiko |
| --------------------------------------------- | --- | --- | ------ |
| Vereinigte Staaten                            | \| 25. Juni 2011 in Pasadena (Rose Bowl Stadium) \| \| Ergebnis: 2:4 (2:2) \| \| Zuschauer: 93.420 \| \| Schiedsrichter: Joel Aguilar ( El Salvador) \| | \| 25. Juni 2011 in Pasadena (Rose Bowl Stadium) \| \| Ergebnis: 2:4 (2:2) \| \| Zuschauer: 93.420 \| \| Schiedsrichter: Joel Aguilar ( El Salvador) \| | Mexiko |
| Vereinigte Staaten                            | Tim Howard – Carlos Bocanegra , Clarence Goodson, Eric Lichaj, Steve Cherundolo (11. Jonathan Bornstein) – Clint Dempsey, Jermaine Jones, Michael Bradley, Alejandro Bedoya (63. Juan Agudelo) – Landon Donovan, Freddy Adu (86. Sacha Klještan) Cheftrainer: Bob Bradley | Alfredo Talavera – Rafael Márquez (42. Héctor Reynoso), Carlos Salcido (28. Jorge Torres Nilo), Héctor Moreno, Andrés Guardado – Gerardo Torrado, Israel Castro, Pablo Barrera (74. Jesús Zavala), Efraín Juárez – Giovani dos Santos, Chicharito Cheftrainer: José Manuel de la Torre | Mexiko |
| Vereinigte Staaten                            | 1:0 Michael Bradley (8.) 2:0 Landon Donovan (23.) | 2:1 Pablo Barrera (29.) 2:2 Andrés Guardado (36.) 2:3 Pablo Barrera (50.) 2:4 Giovani dos Santos (76.) | Mexiko |
| Vereinigte Staaten                            | Landon Donovan (33.), Clint Dempsey (87.), Jermaine Jones (90.) | Jorge Torres Nilo (81.) | Mexiko |
| 25. Juni 2011 in Pasadena (Rose Bowl Stadium) | | |        |
| Ergebnis: 2:4 (2:2)                           | | |        |
| Zuschauer: 93.420                             | | |        |
| Schiedsrichter: Joel Aguilar ( El Salvador)   | | |        |